# 瑪麗亞·米斯
玛丽亚·米斯（德語：Maria Mies，1931年2月6日—2023年5月15日），德国社会学教授、馬克思主義女性主義者、女权运动人士及作家，出身于埃菲尔火山的偏远地区，早年曾接受教师培训。后在当了数年的小学教师并取得高中讲师资格证后向歌德学院申请前往亚洲和非洲工作，并成功被安排到了印度浦那的一间学校。回到德国后，米斯进入了科隆大学从事研究工作，并从1971年开始准备关于印度女性与社会对她们的期望之间的矛盾关系的论文，1972年，米斯从科隆大学取得哲学博士学位。
米斯自1960年代末就开始活跃于社会运动之中。她支持妇女解放运动和和平运动，对越南战争和核武器持反对态度。1970年代，米斯在科隆应用技术大学和法蘭克福大學社會研究所教授社会学。在逐渐了解到公众对女性的历史缺乏认识后，米斯参与创建了德国的第一个女性庇護所，并时常到庇护所讲学。1979年，米斯进入海牙的社会科学国际学院教授妇女研究，并为来自发展中国家的女性开设了一个以女性主义理论为主的硕士课程项目。
1981年，米斯重新回到科隆应用技术大学，并加入到了生態女性主義运动和反对基因工程与生殖技术的运动之中，期间她创造了“主妇化”（housewifisation）一词，用以描述忽视女性劳动的价值的现象。1980年代起，米斯撰写了大量关于资本主义、父权制、殖民主义之间的交叉性的著作，此外，她亦是最早认为妇女和被殖民者所从事的社会、政治、经济职业存在相似性的社会学家之一。米斯认为女性和被殖民者付出的劳动均受到了忽视且都受到了资本主义的剥削，并研究了女性争取解放的过程和争取社会正义及环境正义的过程之间的联系。她的主要专注点之一是发展出一种可以用在方法论和经济学之中从女性主义和非殖民性的角度进行研究的方法。米斯在普及女性历史知识上做出过很多先驱性贡献，并撰写了很多这方面的课本，其作品已经被翻译成多种语言。

## 早年生活与教育

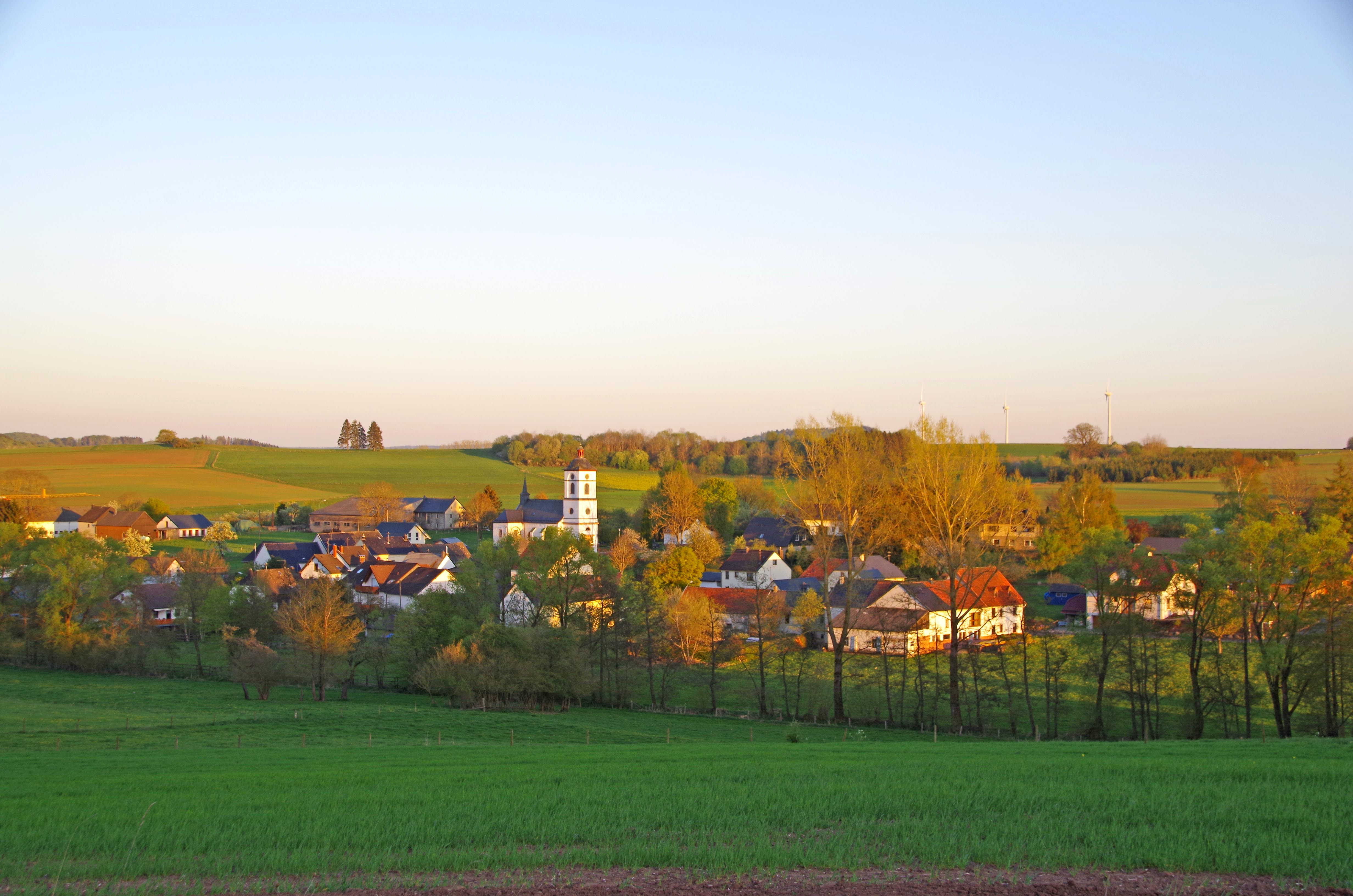
德国奥厄尔

米斯在1931年2月6日出生于德国的希勒斯海姆，她的父母均是农民，出身于普鲁士莱茵省（今莱茵兰-普法尔茨）艾费尔火山县的奥厄尔村:747。米斯是家中的第十二个孩子，学生时代的米斯和众兄弟姐妹需要帮忙干农活，并且信仰天主教。米斯的母亲为人非常乐观，但她的父亲是一个父权主义者，经常喜欢在家里发脾气。
米斯是村里第一个读完中学的学生，她的中学位于盖罗尔施泰因，读中学时，米斯住在一名家族朋友的家里。后来米斯又进入了普吕姆的Regino高级中学，不过该校在1944年9月受二战影响而关闭。
1947年，米斯去往特里尔继续求学，并进入了科布倫茲的教育学学院接受小学教师培训。为了获得学费减免，米斯必须同意在毕业后至少从事五年教育工作。进入教育学学院两年之后，米斯被安排到了奥厄尔的小学任教，其后又转到了沃尔姆斯。1950年，米斯结识了前往德国旅行的巴基斯坦穆斯林佐勒菲卡尔（Zulfiquar），后者对米斯产生了非常长远的影响，米斯和佐勒菲卡尔后来建立了恋爱关系，不过因为宗教不匹配，两人最终未能成婚，这段经历使得米斯开始潜心研究宗教学说与父权制。为了保持独立，米斯后来又维持了很多年单身。1955年，米斯申请更换任教地点，并被安排到了特里尔教授（同时又进一步学习）英语。1962年，米斯通过了中学教师测试，并被安排到莫尔巴赫教授英语和德语，但由于不想当中学教师，米斯又向歌德学院提出了前往亚洲或中东任教的申请。

## 职业生涯与社会活动

### 1963年–1977年
1963年，米斯向歌德学院提出的申请获得接受，成功被安排到印度的浦那从事五年的教学工作。这段时期的米斯教授的是德语课程，并且发现她的男学生主要是想来学习工程师技能，而绝大多数女学生来参加课程的目的则是因为不想结婚（中产阶级妇女在取得学士学位之前不会被要求结婚）。在米斯的学生中，奇哈耶·达塔尔后来成为了塔塔社會科學院妇女研究学院的院长，而萨拉·萨卡（Saral Sarkar）后来成为了她的丈夫。1967年，由于母亲病重，米斯请求提前结束她的教学合同并在不久后回到了德国，而她的母亲也得到了痊愈。在此之后，米斯进入了科隆大学与勒内·柯尼希（René König）一起研究社会学。凭借在印度的见闻，米斯自1971年开始了其哲学博士论文《Rollenkonflikte gebildeter indischer Frauen》（受过教育的女性的角色冲突）的准备工作，并于第二年成功取得博士学位，而这篇论文则在1973年公开发表。

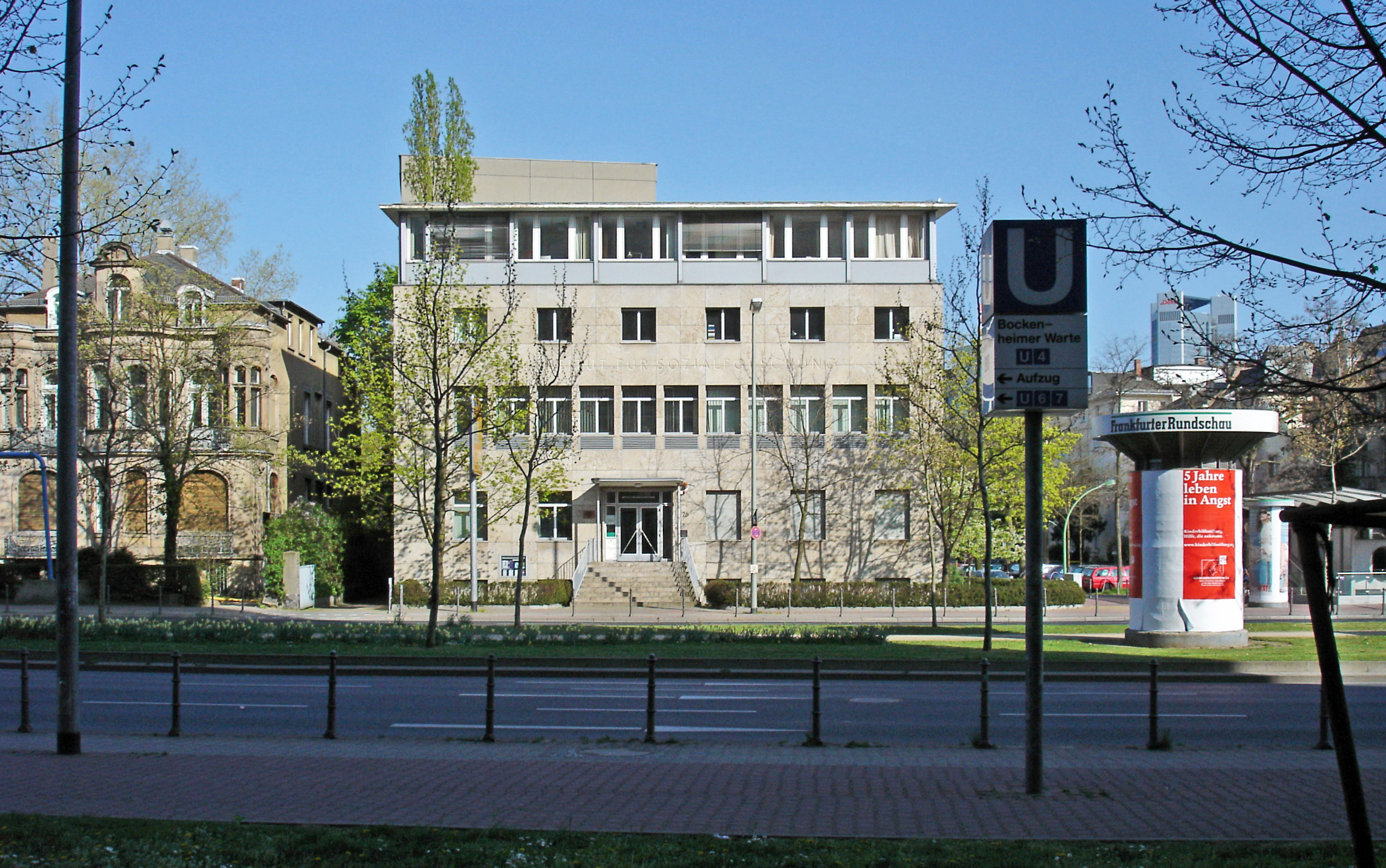
法蘭克福大學社會研究所

1960年代末及1970年代初，全球范围内爆发了多场抗议活动，米斯也在这一时期加入了社会运动的行列。她参加了反对越南战争的抗议以及每年都有举行的复活节游行，表达了反对核武器的立场。另外，她还加入了科隆反对父权体系和贬低女性的妇女解放运动组织“科隆女性论坛”（Frauenforum Köln）和多萝特·瑟莱（Dorothee Sölle）所创立的争取教堂妇女地位的组织“政治夜间祈祷者”。在开始参加社会运动之后，米斯开始对宗教抱持批评态度，并离开了天主教会。1970年代，米斯先是进入了科隆应用技术大学任教，后又在1974年转到了法蘭克福大學社會研究所，并在三年后出席了关于国际妇女运动历史的研讨会，希望以此说服校方允许她开设一个女性研究会。1975年，米斯前往墨西哥城参加了第一次世界妇女大会，并了解到了公众对于女性历史认知的匮乏。1976年，米斯与学生萨拉·萨卡结婚，为了双方都能继续从事自己的职业，二人选择了以走访婚的方式结合。同年，米斯加入了另一个以她的学生为主的社运团体，并与他们共同建立了德国的第一个女性庇护所。米斯经常会到该庇护所发表演讲，以教导女性如何运用实际或政治手段反抗暴力。1977年，米斯回到了科隆应用技术大学，但她又在第二年决定前往印度从事下一个研究项目。

### 1978年–2001年

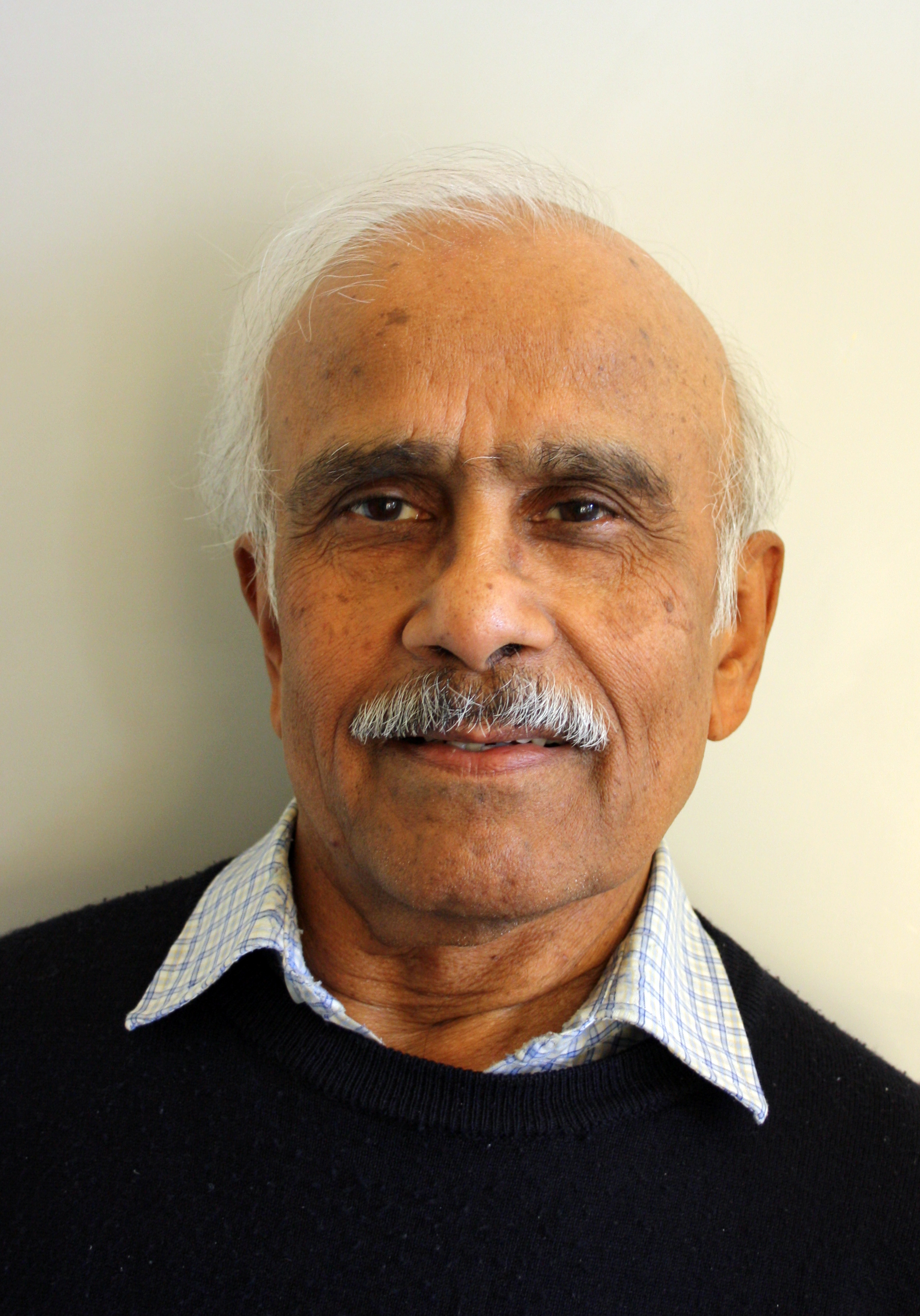
萨拉·萨卡，摄于2010年

米斯于1978年到达印度，其主要目的是分析偏远地区的自给生产，即研究印度国内和农场的劳动力以及家庭手工业是如何保证家庭的生存，同时又为地主和工业带来财富扩张的。米斯在印度待到了1979年，期间主要与已经成为歌德学院海德拉巴地区讲师的萨拉·萨卡居住。1982年，米斯在印度的研究成果被整理成《纳尔萨普尔的刺绣工人:为世界市场生产的印度家庭主妇们》（The Lacemakers of Narsapur: Indian Housewives Produce for the World Market）正式发布。在受到海牙国际社会研究所的聘用后，米斯返回了欧洲，并为来自发展中国家的女性开设了一个硕士课程项目。该项目的设立的基础是米斯在1977年在法兰克福一场会议上发表的报告《走向女性主义研究方法论》（Towards a Methodology for Feminist Research）中就提出的想法:102。当时她提出了理论在学术环境下无法付诸实际应用的问题，并打算改变现行的教育方式:511。她认为女性主义研究不能运用现有的研究模式来进行，提出了以实用性和尊重被研究人员为目的来完全重新思考如何进行研究的七个步骤:102，包括抛弃量化研究方法以及摒弃根据男性研究的结论来外推至女性研究的方法等:1–2。她还认为研究应有足够的参与度，即研究人员和被研究人员在研究过程中应该进行合作:77。这份报告后来在1983年被以书籍《妇女研究理论》（Theories of Women's Studies）的形式公开出版:102，并因其新颖的研究方法和先进的理论而备受称赞:313:581。学者南希·巴恩斯（Nancy Barnes）曾表示米斯的文章非常令人信服，“光凭这一点这本书就很值得购买”，但同时又指出该书并未解答妇女研究应该作为单独学科还是并入其他学科的问题:581。
为了确保学生能够完成实习课程，米斯特地联系了当地的女性团体，呼吁他们共同为此作出努力。学校的管理层曾经计划不再开设“妇女与发展”（Women and Development）项目，米斯与学生一起对此提出了抗议，最终成功迫使校方收回了决定。由于当时校内缺乏关于女性运动历史（特别是南半球地区）的课本，米斯遂与科倫坡大學政治科学家库玛里·加亚沃德娜一起撰写了一系列此方面的课本。此外，为了开启一项国际性的研究，米斯与米娅·伯登（Mia Berden）、罗达·雷多克、萨斯基亚·维林加等其他学者一起组成了一个负责编写非洲、亚洲、加勒比海及拉丁美洲等地女性运动历史的团队，并经常向这些地区的学术和社运人士寻求帮助。

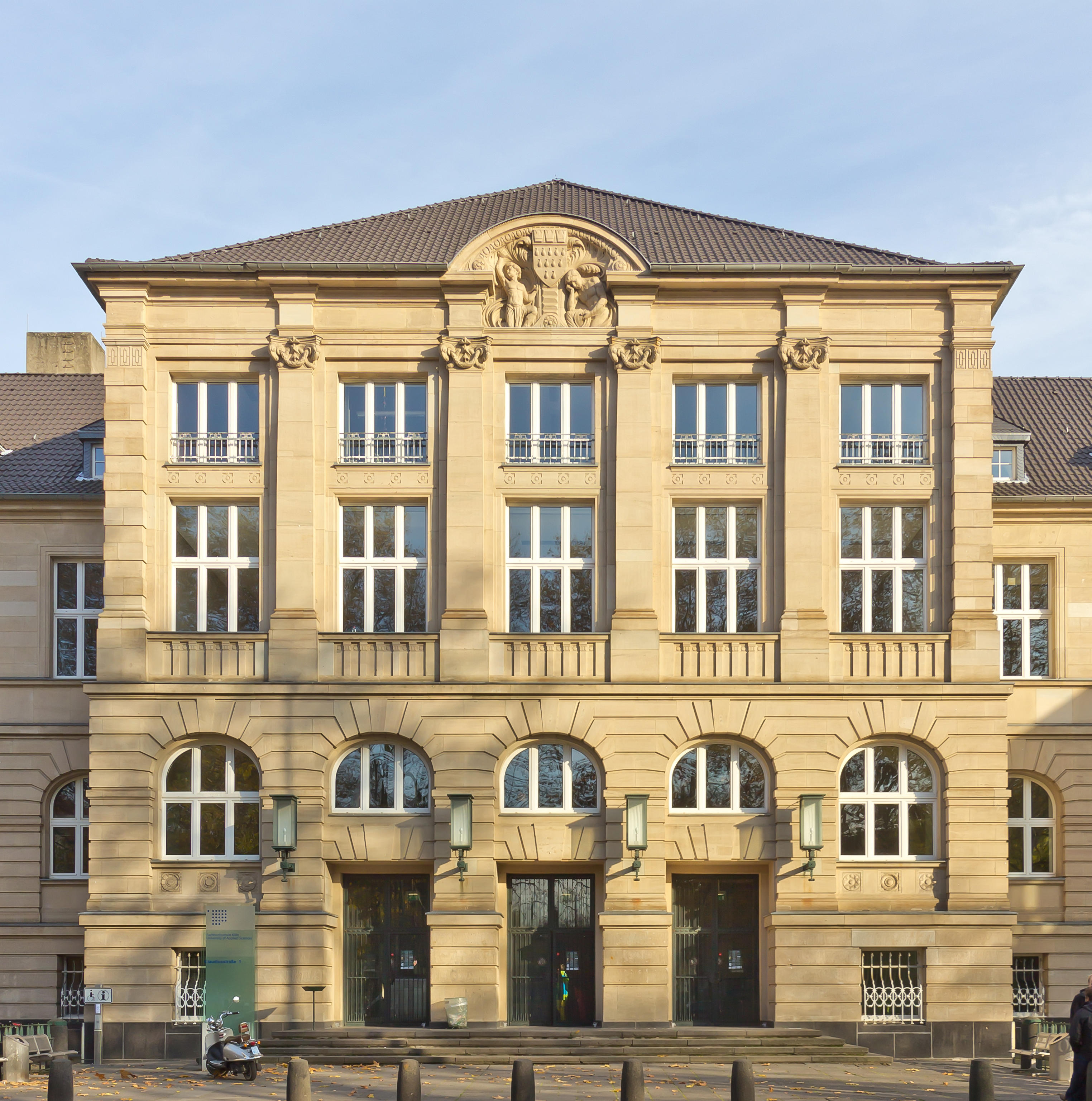
科隆应用技术大学

1981年，米斯决定重返科隆应用技术大学，而她的丈夫萨卡亦在次年决定永久加入她的研究团队。回到科隆后，米斯参与了生態女性主義运动和反对基因工程和生殖技术的运动。她认为基因工程和生殖技术属于剥夺女性的生育权利和将人类繁殖商业化，并参与创立了反对生殖和基因工程国际女性主义网络（Feminist International Network of Resistance to Reproductive and Genetic Engineering）。在该组织工作期间，米斯曾指出，来自北半球的女性会被要求接受辅助受精和代孕等介入性疗法以提高生育率，而来自南半球的女性则被以控制人口增长为由而被要求限制生育:97。另外，米斯还指出女性在作出关于自己身体的决定时往往会受到由卫生服务提供者和政府官员设计、控制的制度约束:93。
除此之外，米斯亦开始更加活跃于和平运动领域，例如曾参加过反对北约双重决定（计划于1983年在德国部署核弹头）的抗议活动。米斯反对艾麗斯·施瓦澤提出的女性如果和男性一样采取暴力手段便会获得解放的观点，且在该观点提出后，她变得更加坚信和平主义。另外，米斯非常反对战争，认为仅仅追求男女之间的平等并不能瓦解贬低女性的等级制度。1993年，米斯从教师职务上退休，但仍持续活跃于社会运动之中。她于1999年参与创立了课征金融交易税以协助公民协会，并在该组织2001年的柏林会议上组建了“feministAttac”。

## 学术贡献
米斯的《父权制中的印度女性》（Indian Women in Patriarchy，1980年）、《纳尔萨普尔的刺绣工人》（1982年）等早期作品以及《新型生殖技术的性别歧视和种族主义表现》（Sexist and Racist Implications of New Reproductive Technology，1987年）等后期作品批评了旨在保留各种鼓励统治和剥削等行为的不平等等级政策:149。她探索过女性的劳动如何被隐藏以及女性依赖丈夫收入的观念如何出现等问题，并提出女性因为工资被取消、随时都可以被要求从事劳动、被要求待在家里从而疏离社会、没有工作安全保障、没有工作合同或无法组建工会等原因失去了能动性。另外，米斯还将不把女性视为生产者或自由职业者的论调称为“主妇化”:2。人类学家Danielle Léveillé认为米斯的作品“技巧精湛”且“令人惊叹”，因为她能够将去殖民化、反种族主义、生态主义、女性主义和非暴力观点联合起来，进而批判建立社会权利关系的各种政策:149。
政治科学家伊丽莎白·普吕格尔认为米斯将女性、被殖民者和大自然联系起来的思路运用起来非常自由，例如没有报酬的劳动力很容易与能自由获得的水和空气类比:115。普吕格尔还亲自测试了米斯的家庭主妇受到过度剥削的观点，并论证了其正确性。通过研究来自国际劳工组织的数据，普吕格尔发现家庭主妇的收入普遍低于法定最低工资:116。此外，通过对巴西、英国、巴基斯坦、泰国和土耳其等国的家务工作者的研究，普吕格尔还发现她们普遍不被看作劳动者:129。不过另一方面，普吕格尔亦发现包括一些女性本身以及她们所处的各种社会环境并不完全认同家务劳动的文化和政治意义以及这些劳动的价值:129–130。据此，普吕格尔得出结论认为，由于“家庭主妇”这一术语是一个具有“多种语境含义”的词汇，因此女性被“剥削”的原因更多是政治意义而非经济意义上的资本主义传播:130。另外，普吕格尔还质疑将“家庭主妇化”视为资本主义的基础可能无法评估这种剥削是否与父权制有关:116。
自1980年代中期开始，米斯出版了一系列重要著作，这些作品主要探讨父权制、资本主义和殖民主义在针对女性的剥削和镇压方面的联系。在1986年的《父权制与资本积累：国际劳动分工中的女性》（Patriarchy and Accumulation on a World Scale: Women in the International Division of Labour）一书中，米斯对女性主义、劳工中的性别划分的发展以及暴力塑造非洲、亚洲及拉丁美洲的政治的过程等作出了评估，她认为“家庭主妇化”的基础是西方国家追求的资本积累，亦即通过剥夺女性的自治权和对她们加以控制，男性就可以得到生产性资本并累积财富。米斯认为家庭暴力并非古代社会的遗毒，而是所谓现代化进程的一部分。另外，米斯还认为社会主义发展也创造了类似的剥削妇女的社会结构，并主张建立一个乌托邦式的女权主义社会:150。她认为劳动的基础应该是有用性而非积累，还认为如果过度发展地区的消费者的生活能够通过较落后国家劳动者的劳动得到维持，那么全世界范围内的剥削将得到消除:150–151。对此，Danielle Léveillé认为如果此种愿景得以实现，那么音乐、花卉和艺术等对于人类生活并非必要的物品的价值将被淡化:151。
1988年，米斯在和社会科学家维朗妮卡·本霍尔德特-汤姆森（Veronika Bennholdt-Thomsen）、克劳迪娅·范韦尔霍夫合著的《女性：最后的殖民地》（Women: The Last Colony）继续探讨了控制女性的主题，并将被殖民人群纳入了分析范畴，对此，作者解释称正如妇女被忽视一样，被镇压的人群也与主流社会相隔绝，并被视为一种可供利用的自然资源:388。该书采用了并不算严格的馬克思主義女性主義观点，其中心思想为对女性和被殖民者的剥削和镇压并非资本主义带来的次要后果，而是建立全球生产机制的基础:388–389:50。蒙特利尔大学人类学教授迪尔德·敏特尔又指出，米斯认为劳动剥削是社会阶层和经济分化逐步发展的首要因素:390。敏特尔还认为该书的第七章“配得上这本书的价格”，因为它讲述了安得拉邦妇女抗争获得成功的故事，而这段往事与男性农民为争取自己的权利而抗争的经历存在对应关系:390。
1993年，米斯和学者紈妲娜·希瓦共同创作了《生态女性主义》一书，使用马克思主义研究方法评估了气候变化、生态多样性的丧失等问题以及生产体系破坏土地和文化并导致世界性饥饿等后果的过程:171–172。她们認為女性在国际上因为与资本主义扩张有关的共同经历而被联系在了一起。环境学者卡特里奥娜·桑迪兰茨认为，该书与其他关于生态女性主义的不同在于它指出了抛开地域差异和社会、经济地位的不同，女性的生活和身体总会受到资本主义机制的“殖民”:97–98。但桑迪兰茨还认为性别差异并非资本不平等产生的唯一因素，因此只根据这一单一前提得出的理论必然会有缺陷。她认为考虑到女性的经历和文化背景，米斯提出的生存活动能够解决全球分配问题的说法可能属于乌托邦式言论:98。
2014年，米斯和希瓦对《生态女性主义》一书作出了更新并将其重新出版，并提出之前指出的问题并未得到改善，反而变本加厉。2016年，该书被翻译成西班牙语出版:171–172。通过对科学、技术和文化发展之间的联系的研究，学者希梅纳·安德里厄（Jimena Andrieu）和玛利亚·茱莉亚·埃利奥索夫·费列罗（María Julia Eliosoff Ferrero）认为米斯和希瓦指出了全球化通过将一切事物商品化和私有化的方式来增加生产量和收益，从而导致了一场限制人类自由的危机这一问题:173。这部著作还认为将培育生命和健康作为经济学的重点可以恢复社会、经济和生态系统之间的平衡:174。但安德里厄和费列罗对此提出反对，她们认为由于南半球大部分人口仍处于失业状态并生活在贫困当中，转向维持生存和只生产维持生命的商品的做法存在问题:175。

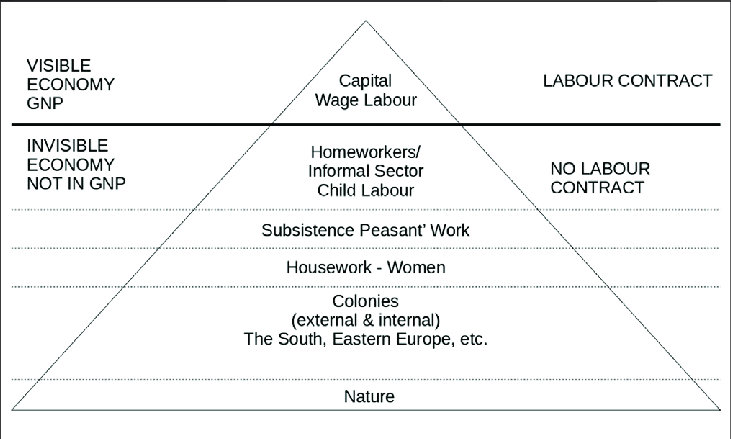
米斯和维朗妮卡·本霍尔德特-汤姆森1999年的著作《生存视角》（The Subsistence Perspective）中的一副“冰山模型”插图

1999年，米斯再度与维朗妮卡·本霍尔德特-汤姆森合作，出版了《生存视角》一书，提出了所谓的生存式生产，即供个人及社区使用的产品及服务受到了资本体系的忽视和边缘化。书中使用了“冰山模型”，指出在传统资本主义社会中，唯一可见的劳动力是正规劳动力，而那些从事家务、护理工作和非正式劳动等没有报酬的工作的劳动力:59以及微型企业家、童工、为其他家庭工作的家庭和短期工作者等无需纳税的劳动者则隐藏在冰山底部:2:2。米斯和维朗本霍尔德特-汤姆森主张建立一种由社区分担所有任务的社会，而不应将劳动密集型工作委托给某些人群，并表示这种社会模型能保证每个人都有一个基础收入、一些安全感和一定程度的决定能力:xi。该书被西悉尼大学社会学家艾瑞尔·萨勒（Ariel Salleh）评为“一部优秀的女性主义政治经济学参考”:396。

## 晚年生活、去世及影响
米斯在2008年出版了自传《Das Dorf und die Welt: Lebensgeschichten – Zeitgeschichten》（村庄与世界：我的生活，我们的时代），与米斯结识近三十年的雷娜特·克莱因认为这部自传非常“诚实地”反应了作者一生所经历的成功和失败，并认为该书是“当代文学及女性历史的重要著作”，因为它回顾了女性主义以及女性对歧视、剥削和暴力的反抗在作者生活时期的演变过程。克莱因表示，米斯自小生活在自给自足的农民家庭，因此磨练出了各种应对挑战的实用技能，而这种生活又奠定了她日后提出的生存理论的基础。
晚年的米斯生活于一个关怀中心，在生命的尾声阶段，米斯已经开始无法认出每天都会去看她的丈夫。2023年5月15日，经萨卡证实，米斯已经在睡梦中去世。
作家莫妮卡·门格尔（Monika Mengel）认为米斯是德国女性研究的先驱人物。女权政策专家艾琳·迪贝尔（Ireen Dubel）认为，米斯的研究不仅具有先驱意义，而且还是“对一代代女性主义学者和运动人士的激励”。
米斯提出的原创概念“主妇化”:115经常受到学术界使用:47。此外，米斯亦是第一位用女性和被殖民者作类比分析的女性主义学者之一:389。她的著作《生态女性主义》也有着国际性的影响:101，并被翻译成了西班牙语:171和土耳其语:46等多种语言版本。

## 主要作品
- Mies, Maria. . New Delhi: Concept Publishing Company. 1980. OCLC 7635521.（米斯论文的英译版）[35]:207 – Project MUSE
- —————. . ISS Occasional Papers (Institute of Social Studies, The Hague, The Netherlands). 1981, (85).
- —————. . London: Zed Books. 1982. ISBN 978-0-86232-032-4.
- —————. . London: Zed Books. 1986. ISBN 978-1-85649-735-0.
- —————; Bennholdt-Thomsen, Veronika; Werlhof, Claudia von. . London: Zed Books. 1988. ISBN 978-0-86232-455-1.
- —————; Shiva, Vandana. . London: Zed Books. 1993. ISBN 978-1-85649-156-3.
- —————. . Sittirak, Sinith  (编). . London: Zed Books. 1998: x–xv. ISBN 978-1-85649-588-2.
- —————; Bennholdt-Thomsen, Veronika. . London: Zed Books. 1999. ISBN 978-1-85649-776-3.
- —————. . North Melbourne, Australia: Spinifex Press. 2010. ISBN 978-1-876756-82-6.